# Arnold Sommerfeld
Arnold Johannes Wilhelm Sommerfeld (Köningsberg, 5 december 1868 – München, 26 april 1951) was een Duits theoretisch natuurkundige. Hij vervulde een pioniersrol op het gebied van de vroege atomaire en kwantumfysica.

## Biografie
Sommerfeld was de zoon van de arts Franz Sommerfeld en Cäcile Matthias. Hij studeerde wiskunde en natuurwetenschap aan de Albertina-universiteit in zijn geboortestad, waar hij in 1891 zijn doctoraat behaalde. Na een jaar militaire dienst ging hij in oktober 1893 naar de Universiteit van Göttingen.
In Göttingen ontmoette hij Johanna Höpfner, de dochter van Ernst Höpfner, curator te Göttingen. In oktober 1897 verkreeg hij de leerstoel wiskunde aan de Bergakademie te Clausthal-Zellerfeld, die was vrijgekomen na het vertrek van Wilhelm Wien. Deze aanstelling zorgde dat Sommerfeld over voldoende inkomen beschikte om in het huwelijk te treden met Johanna. Aan de Bergakademie bestudeerde hij de beweging van elektromagnetische golven en de diffractie van röntgenstraling. Samen met de Duitse wiskundige Felix Klein schreef hij het meerdelige werk Theorie des Kreisels (Theorie van kristallen). In 1900 ging hij naar de Königliche Technische Hochschule Aachen (de huidige Rheinisch-Westfälische Technische Hochschule) als buitengewoon hoogleraar op de leerstoel Toegepaste Mechanica.
Te Aken ontwikkelde hij de theorie van de hydrodynamica. Het doel ervan was een verklaring te vinden voor de aanzet van turbulentie in vloeistoffen en om een theorie te ontwikkelen omtrent smering van machines. Het resultaat was een reeks artikelen over de algemene dynamica van elektronen, gepubliceerd in 1904 en 1905. Deze bevestigde Sommerfelds reputatie als een van Duitslands belangrijkste theoretisch natuurkundigen.
In 1906 werd hem een positie aan de Universiteit van Leiden aangeboden, maar nam het aanbod niet aan. Daarentegen accepteerde hij een baan als gewoon hoogleraarschap aan de Universiteit van München als opvolger van Ludwig Boltzmann. In München ontwikkelde hij de beroemde school in de theoretische natuurkunde die vele jonge, getalenteerde fysici trok. Tot Sommerfelds leerlingen behoorden Hans Bethe, Werner Heisenberg, Wolfgang Pauli en de Nederlander Peter Debye die door Sommerfeld als zijn grootste ontdekking werd beschouwd.
Vanaf 1916 werkte hij aan de ontwikkeling van de kwantumtheorie. Als zodanig werkte hij vooral binnen het kader van de zogenaamde "oude" kwantumtheorie die met name gebaseerd was op het atoommodel van Niels Bohr. Samen met zijn assistent Peter Debye – die hij uit Aken had meegenomen – verfijnde hij Bohrs model door de cirkelvormige elektronenbanen van Bohr te vervangen door elliptische banen en bedacht hij de fijnstructuurconstante. Het gevolg was dat er – na het hoofdkwantumgetal n – een tweede kwantumgetal l ingevoerd moest worden die het hoekimpulsmoment van het elektron karakteriseert. Met behulp van deze aanvullende kwantumgetallen konden Sommerfeld en Debye hiermee zowel het starkeffect als het normale zeemaneffect verklaren. Op grond hiervan introduceerde Bohr in 1922 het Bohr-Sommerfeld atoommodel.
In 1918 volgde Sommerfeld Albert Einstein op als voorzitter van de Deutsche Physicalisch Gesellschaft (DPG, Duits Natuurkundig Genootschap) – hij was de eerste persoon buiten Berlijn die deze eer ten deel viel. Een van zijn prestaties was de oprichting van een nieuw tijdschrift. De wetenschappelijke artikelen die in DPG-tijdschriften werden gepubliceerd waren in de loop der tijd zo omvangrijk geworden dat een comité van DPG in 1919 het voorstel deed voor de oprichting van het Zeitschrift für Physik voor publicatie van originele wetenschapsartikelen. Het tijdschrift stimuleerde de wetenschappelijke theoretische ontwikkelingen, met name die van de kwantummechanica in Duitsland daar dit tijdschrift al snel de voorkeur genoot van de nieuwe generatie kwantumtheoretici voor hun vooruitstrevende inzichten.
In 1919 publiceerde hij Atombau und Spektrallinien, een werk dat als autoriteit werd beschouwd totdat de "nieuwe" kwantumtheorie haar intrede deed, die grotendeels in de jaren twintig werd ontwikkeld.
Met de opkomst van het nationaalsocialisme in 1933 werden vele Joodse hoogleraren gedwongen hun universitaire posities op te geven. Sommerfeld was een vurig verdediger van de Joden en sprak daarover vrijuit tegen het naziregime – zijn reputatie als hoogleraar was zeer groot en zijn woord in academische benoemingen zo invloedrijk dat hij niet aarzelde om Joodse collega’s aan te dragen voor academische posities en promoties. Het resultaat van zijn invloed was dat vele Joodse fysici hun aanstellingen konden behouden, tenminste op korte termijn. Hij zette zijn openlijke verzet tegen het nationaalsocialisme voort, en daarbij spaarde hij ook de leider, Adolf Hitler, niet.
Op 1 april 1935 verkreeg Sommerfeld officieel de status van emeritus hoogleraar, maar bleef aan als zijn eigen tijdelijke vervanger gedurende de selectieperiode van zijn opvolger, die plaatsvond tot december 1939. Dat het selectieproces zo lang duurde was voornamelijk het gevolg van academische en politieke verschillen tussen de universitaire selectiecomité en zowel het Reichserziehungsministerium (REM, Rijks Educatie Ministerie) als supports van de Deutsche Physik die antisemitisch waren en een sterke afkeur lieten zien van de theoretische natuurkunde en dan vooral van de kwantummechanica.
De uiteindelijk benoeming van Wilhelm Müller – die geen theoretisch natuurkundige was, nog nooit had gepubliceerd in een wetenschappelijk tijdschrift en geen lid was van de DPG – als opvolger van Sommerfeld werd dan beschouwd als een minachting en een schande voor de opleiding van de nieuwe generatie natuurkundigen. Zowel Ludwig Prandtl, directeur van het Kaiser Wilhelm Instituut voor Stromingsonderzoek, als Carl Ramsauer, directeur van de onderzoeksafdeling van de Allgemeine Elektricitäts-Gesellschaft (AEG) en voorzitter van het DPG waren hierover zo ontstemd dat ze openlijk hun beklag deden bij de nazitop.
Sommerfeld overleed op 26 april 1951 aan verwondingen die hij had opgelopen nadat hij was aangereden door een auto toen hij op een namiddag met zijn kleinkinderen aan het wandelen was.

## Erkenning
Gedurende zijn leven werd Sommerfeld onderscheiden met vele eerbewijzen, zoals de Matteucci Medal (1924), de Max Planck-medaille (1931), de Lorentzmedaille (1939) van de Koninklijke Nederlandse Akademie van Wetenschappen en de Oersted-medaille (1949). Hij was lid van de Royal Society, de Amerikaanse National Academy of Sciences, de Russische Academie van Wetenschappen en van het Italiaanse Accademia dei Lincei. Hoewel Sommerfeld 81 keer werd voorgedragen voor de Nobelprijs, meer dan ieder andere natuurkundige, ontving hij deze prijs nooit. In 2004 werd het centrum van theoretische natuurkunde van de Universiteit van München naar hem vernoemd.